# Nipponia nippon
El ibis nipón, ibis crestado japonés o toki (Nipponia nippon) es una especie de ave pelecaniforme de la familia Threskiornithidae. Es una de las aves más raras de observar, por su muy reducido número de ejemplares; está en peligro de extinción. Antaño se distribuía por buena parte de China, Rusia, Corea y Japón. No se reconocen subespecies.
En la isla de Sado, en Japón, se encuentra uno de los últimos hábitats naturales del ibis crestado japonés. El ave se aprovecha de un tipo de paisaje conocido como satoyama, que mantiene un sistema agrícola milenario en el que se integran todos los elementos del medio ambiente con la cultura de sus habitantes. El satoyama, el ibis se alimenta en los campos de arroz y anida en los árboles altos. La conservación de este entorno, que evita el uso de compuestos químicos y aprovecha el bosque para abonar los arrozales, ha hecho que la isla se considere parte de los Sistemas Importantes del Patrimonio Agrícola Mundial (SIPAM) con el título de "Satoyama y satoumi en la isla de Sado en armonía con el ibis crestado japonés".

## Ecología
Al igual que la mayoría de las aves de la familia de las garzas, los ibis nipones tienen hábitats y zonas de alimentación separadas, prefiriendo posarse en las copas de los árboles altos y forrajear cerca de los arrozales, pantanos y arroyos de montaña.

## Distribución geográfica
El ibis crestado japonés fue en su día una especie de ave muy ampliamente distribuida, históricamente en el noreste de China, Taiwán (antes de 1945), Japón, Corea y Siberia en Rusia han registrado la distribución del ibis. Su área de distribución es más amplia en China y en su día también fue una especie de ave muy común en Asia Oriental. En Japón, durante el periodo Edo, los agricultores solicitaron al Shogunato que se eliminara y cazara el ibis debido a que su excesivo número perjudicaba a la agricultura. Sin embargo, a partir de la década de 1960, la población de la especie disminuyó drásticamente y, en la década de 1970, los científicos de China, Japón y la Unión Soviética dedicaron tantos esfuerzos a la búsqueda de esta especie, pero no encontraron nada, que se pensó que se había extinguido. Los últimos cinco ibis nipones salvajes de Japón fueron capturados en 1981 y criados en cautividad para su rehabilitación, pero fracasaron; tras la muerte del último ejemplar el 10 de octubre de 2003, el Ibis crestado japonés se extinguió. El ibis nipón existente en Japón fue introducido desde China en la década de 1990 como un esfuerzo de colaboración en la cría entre Japón y China.

No se han registrado casos de ibis crestado japonés en China desde 1964. No fue hasta 1981 cuando el científico chino Liu Yinzeng dirigió un equipo en una expedición científica de tres años y 50.000 km para descubrir los únicos siete ejemplares que quedan en Hanzhong, Yangxian en el sur de Shaanxi,Liu Yinzeng (1981). Re descubrieron esta ave en las montañas Qinling. Más de 30 años después, la población salvaje ha superado los 1.700 ejemplares en 2018, y se ha establecido una considerable población de cría en cautividad y reintroducción. El Nipponia nippon está finalmente fuera de ser "extinguido en la naturaleza". 

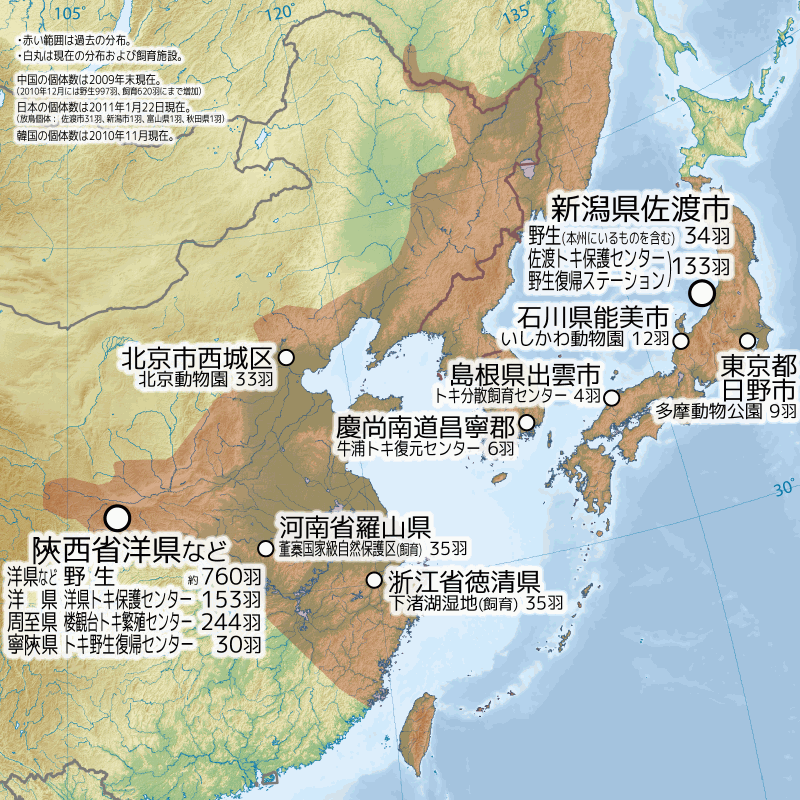
La zona del bermellón es el área de distribución pasada del ibis crestado. Los puntos blancos son donde el ibis crestado estaba criando

## Características
El toki adulto es un ave homocigótica de plumaje blanco, pero el tronco y las plumas de vuelo de la parte superior e inferior del cuerpo están ligeramente teñidos de rosa, especialmente las plumas de vuelo primarias son más rosadas, las plumas de la cabeza y del cuello son alargadas para formar las plumas de la corona caídas, toda la cara, incluyendo la frente, la zona de los ojos, los párpados y la base del pico inferior están desnudos y sin plumas y son de color rojo brillante, la punta del pájaro pico con la punta y la base del pico inferior rojas el resto negras, el iris amarillo dorado y las patas también rojas brillantes.
El plumaje gris de esta especie es el plumaje de cría, y los adultos en la temporada de cría segregan una sustancia pulverulenta negra por toda la cabeza y el cuello e incluso los hombros, que se tiñe de negro grisáceo en la cabeza, el cuello y la espalda por el "baño de agua" del ibis. Sin embargo, es importante señalar que este cambio de color se debe a la secreción y no a un cambio en el color de las plumas en sí. Los juveniles son una versión gris de los adultos, y las plumas que deberían ser blancas en los adultos son grises en los juveniles. Las plumas de la corona de la cabeza son más cortas. La llamada del ibis es muy ruidosa y penetrante.
Los ibis crestados tienen una vida media de 20 a 30 años. El ibis con cresta más longevo fue llamado "Akin" capturado por Japón en marzo de 1968. Murió en cautiverio el 10 de octubre de 2003 cuando su cabeza golpeó la jaula, Muerte de 36 años.
Mide 75 cm de longitud y tiene una envergadura de 130 cm.

## Alimentación
El ibis crestado japonés es un ave de alimentación táctil. tiene muchas células táctiles en la punta de su pico y a menudo utiliza su largo y curvado pico para buscar en el barro bajo el agua animales acuáticos como gambas, cangrejo, rana, pequeños Pez, escarabajos caracoles y a veces inhala el barro para extraer materia orgánica. Otros alimentos son Loach, Carpa Cruciana, anguilas, ranas, cangrejos, Gamba, caracoleo, renacuajos, grillos, langostas, Críquet,Serpiente,Langosta, Cigarra, insectos acuáticos; y ocasionalmente espigas de arroz, judías, trigo sarraceno, semillas de hierba, etc.

## Cría y conservación
El nido se construye en las copas de los árboles altos, como los álamos, a una altura de entre 5 y 10 metros del suelo. El nido está hecho de ramitas entrelazadas y lianas muertas, y cada nido pone de 2 a 4 huevos, que son de color verde claro con manchas marrones.
- CITES Situación de peligro de extinción: Apéndice I Fecha de entrada en vigor: 1997
- UICN Amenazado: En peligro Fecha de entrada en vigor: 1996
- UICN En peligro: ES D Entrada en vigor: 2003
- Rango de conservación de la clave nacional china: Clase I Fecha de entrada en vigor: 1989
- Libro Rojo de Animales en Peligro de China rango: en peligro Fecha de entrada en vigor: 1996

## Factores en peligro de extinción
El ibis Nipón está actualmente en peligro por el deterioro de su hábitat, las amenazas de los depredadores naturales y su propia naturaleza biológica. El espacio vital de la especie se está reduciendo debido a la tala de árboles altos aptos para la anidación de los ibis y a la conversión de grandes áreas de arrozales aptos para la alimentación de los ibis en campos de secano, y el uso cada vez más extendido de pesticidas también está amenazando su seguridad. Esta es también una razón importante para que la especie esté en peligro.
El 28 de mayo de 2014, la serpiente Elaphe carinata fue fotografiada atacando a un ave protegida, el ibis, en Hanzhong, Hanzhong, China continental.

## Conservación y cría en cautividad del ibis moñudo
En 1986, con el apoyo del Ministerio de Silvicultura chino, el Gobierno Provincial de Shaanxi creó el Observatorio de Conservación del Nipponia nippon Crestado de Shaanxi en el condado de Yangxian, dedicado a la conservación e investigación del ibis Crestado. Entre 1993 y 2003, se establecieron trece lugares de conservación del Nipponia nippon moñudo en Shaanxi y Pekín, con una superficie total de 4.230 hectáreas. Además, con el fin de ampliar la población, el Zoo de Pekín llevó a cabo activamente investigaciones sobre la cría artificial del ave, y fue la primera institución científica del mundo en criar con éxito el ibis moñudo. El responsable de este trabajo es Li Fulai, un ingeniero superior del Zoo de Pekín.
En 2008, el ibis crestado comenzó la formación y la cría en campo en el Deqing, Zhejiang, con el apoyo técnico de la Universidad de Zhejiang.
China y Japón colaboran en la protección de la garceta desde 1985 y han firmado el Plan 《Conjunto Chino-Japonés de Protección de la Nipponia nippon》, en el que cada país trabaja en la legislación y la educación para promover la protección de la garceta.